# دومنقة القلصادي
دومنقة القلصادي (الإسبانية: Santo Domingo de la Calzada) (1019 – 12 مايو 1109) كان قديسًا من كوخ في برغش بالقرب من منطقة الريوخة.